# Pajang (Laweyan)
Pajang is een bestuurslaag in het regentschap Surakarta van de provincie Midden-Java, Indonesië. Pajang telt 21.300 inwoners (volkstelling 2010).